# زبرموسپرقارچان
زبرموسپرقارچان(نام علمی: Chaetothyriomycetidae) نام یک زیررده از subdivision قارچ‌های فنجانی است.